# Pillucina pacifica
Pillucina pacifica is een tweekleppigensoort uit de familie van de Lucinidae. De wetenschappelijke naam van de soort is voor het eerst geldig gepubliceerd in 2001 door Glover & Taylor.